# Galerus
Galerus o Galerum era un capell per cobrir el cap, generalment de pell, que portaven sobretot els pagesos i agricultors. Els caçadors el portaven fet de pell de teixó, i els gimnastes el duien a la palestra per mantenir nets els cabells. Els antics habitants del Laci el portaven en lloc de casc. Els sacerdots romans i especialment el flamen dialis portaven un barret semblant que s'anomenava àpex.
Era una peça rodona adaptada al cap, amb una punta a la part superior. Amb el temps el nom es va aplicar a qualsevol cosa que cobris el cap, i també a una perruca per als calbs. També s'aplicava el nom a les perruques que els dos sexes usaven per disfressar-se en les seves sortides nocturnes. El diminutiu Galericulum s'usava quan era una peça que cobria només la part dels cabells.